# Tongbeiquan
Il Tongbeiquan (通背拳, Pugilato della Schiena Libera), è uno stile di arti marziali cinesi del nord della Cina. Anche chiamato Tongbiquan (通臂拳, Pugilato delle Braccia Fluide) o ancora Pugilato del Preparare la Schiena (通备拳, Tongbeiquan).

## Origini
Il primo scritto che cita il Tongbeiquan è opera di Huang Zongxi, un famoso studioso dell'epoca della dinastia Ming, che testimonia come, secondo lui, il Tongbi sia la migliore tra tutte le scuole di Wushu. Egli nella sua biografia di Wang Zhengnan (王征南), affermò che il Tongbi è il Changquan. Tutto ciò testimonia che già in epoca della dinastia Ming esisteva una scuola chiamata Tongbi.
Secondo una tradizione orale nel periodo delle primavere e degli autunni e degli stati combattenti un certo Baiyuan (白猿) avrebbe creato questo pugilato. In origine questo personaggio si sarebbe chiamato Bai Shikou (白士口), zi Yisan (衣三), il cui nome monastico Taoista sarebbe stato Dong Lingzi (动灵子). Vissuto sull'Emeishan in Sichuan, ebbe moltissimi discepoli e venne chiamato dai suoi contemporanei Baiyuan Daoren (白猿道人, il prete Taoista Scimmia Bianca).
A livello leggendario, molti raccontano che il Tongbeiquan è stato creato nel periodo delle Cinque dinastie e dieci regni o durante la dinastia Song.
Un altro maestro accreditato da alcuni per la creazione del Tongbeiquan è Han Tong (韓通), citato in molti libri di arti marziali come uno dei 108 Briganti che compaiono nel Romanzo Epico Shuihu Zhuan (水滸傳, Sul Bordo dell'Acqua). Infatti qualcuno ha voluto trovare un'attinenza tra il nome di questo personaggio ed il nome dello stile;
Per altri sarebbe una creazione di Chen Tuan (陈抟) durante la fine della dinastia Tang e gli inizi della dinastia Song e poi insegnato nell'epoca della dinastia Qing da Lu Yunqing (鲁云清) a Qi Xin (祁信), Qi Taichang (祁太昌) e a Shi Hongsheng (石鸿胜).
Per Xiu Jianchi, uno dei più famosi maestri di Tongbeiquan del 1900, questo stile sarebbe stato tramandato da Gui Guzi (鬼谷子), che praticava il Taoismo sulla montagna Yunmenshan (云蒙山) e si ispirò all'imitazione delle scimmie. Lo stile fu trasmesso durante il regno di Yongdao della dinastia Qing, da Qi Taichang, figlio di Qi Xin. Qi Xin (祁信), originario dello Zhejiang, partecipò alla Rivolta dei Nian (捻) e, viste le vicissitudini della rivolta, fu costretto a stabilirsi in Hebei.  Egli durante il regno di Daoguang, nell'epoca della dinastia Qing, insegnò il Tongbeiquan in Hebei (in particolare nella contea di Gu'an, 固安县 Gu'anxian), oltre che nelle aree amministrative di Pechino e Tianjin e nel Liaodong (辽东).
Secondo l'articolo Wu Tianxi "Tongbei Quanfa" yi shu de echuan molte notizie sulle origini del Tongbeiquan sono perlomeno senza fondamento, portando ad esempio: Gui Guzi, Sun Bin (孙膑) , Han Tong, Baiyuan, Han Laodao (韩老道) come fondatori dello stile.

## Scuole

### Bai Yuan Tongbeiquan (白猿通背拳)
Il Nome deriva dal fatto che si pensa che il fondatore fosse Bai Yuan (白猿). 
Nel 1937 Wu Tianxi (武田熙) ha scritto nel suo libro Tongbei Quanfa (通背拳法) che questa scuola era chiamata “Attraverso la Schiena” ed in seguito fu cambiato in Baiyuan Men e Scuola della Scimmia Bianca dalle Lunghe Braccia. I praticanti dell'epoca della Dinastia Qing la chiamavano Pugilato Viaggiante o Changquan.
Il Taolu fondamentale a mano nuda di questo stile si compone di 24 figure (二十四式, ershisi shi). In più troviamo il Tongbei chuanzhu (通背串珠), il Li ulu zong shou (六路總手), ecc.
Come Taolu con armi abbiamo: Baiyuan er zi (白猿二字); Baiyuan dandao (白猿單刀); Baiyuan shuangdao (白猿雙刀); ecc.

### Hongtong Tongbeiquan (洪洞通背拳)
è anche chiamato Taiji Tongbeiquan (太级通背拳) e Wuji Tongbei Chanquan (无极通背缠拳, Pugilato attorcigliato della schiena libera e del vuoto mentale). Questo ramo è stato tramandato durante il regno di Qianlong della dinastia Qing da Guo Yongfu (郭永福), un nativo dell'Henan che dovette nascondersi in Shanxi dopo aver ucciso un notabile. Infatti lo stile è diffuso in una cittadina dello Shanxi che si chiama Hongtong, da qui uno dei nomi di questo ramo.

#### Tongbeiquan e Taijiquan
Alcune teorie sull'origine del Taijiquan coinvolgono un certo Jiang Fa (蔣發), un praticante di Tongbeiquan originario dell'area amministrativa di Hongtong in Shanxi. Jiang Fa entrò in relazione con Chen Wanting (陈王廷), il capostipite del Taijiquan della famiglia Chen . Ci sono racconti secondo i quali Chen Wanting avrebbe salvato la vita a Jiang Fa e quest'ultimo sarebbe diventato un suo discepolo; altri affermano che Jiang Fa avrebbe insegnato il Tongbeiquan a Chen Wanting.
Vale la pena menzionare che poiché Jiang Fa ha dato certamente un contributo quando Chen Wangting ha creato il Taijiquan e poiché è stato un buon amico e discepolo di Chen, in seguito il nome di Jiang Fa è stato registrato nei manuali di pugilato del Taijiquan. Nel dipinto di Chen Wangting , che è ancora conservato nel reliquiario della Famiglia Chen, Jiang Fa è la persona in piedi dietro Chen che impugna l’alabarda.»
( The Origins and Development of Taijiquan)
Non è dato sapere attualmente quale sia la reale natura di questo coinvolgimento. Sicuramente sono riscontrabili molte somiglianze tra la seconda forma di Chenshi Taijiquan, il Paochui, ed il Tongbeiquan.
Un altro collegamento tra Taijiquan e Hongtong Tongbeiquan deriva dal fatto che entrambi avrebbero un'origine negli insegnamenti di Qi Jiguang:
(Scholar Boxer)

### Qijia Tongbeiquan (祁家通背拳)

#### Lao Qi Pai Tongbeiquan (老祁派通背拳, Tongbeiquan della scuola del vecchio Qi)

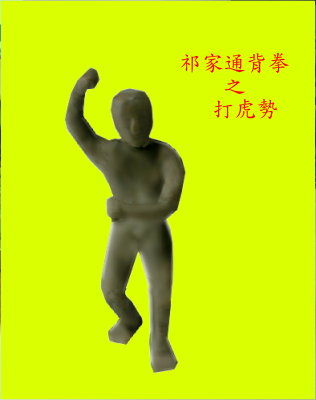
Figura del Colpire la Tigre (Dahushi) come viene interpretata nel Tongbeiquan della famiglia Qi

Questo è il Tongbeiquan insegnato da Qi Xin, infatti il Lignaggio di questa scuola inserisce tale personaggio alla prima generazione; questo ramo è anche detto Qijia Tongbeiquan (祁家通背拳). Questi alcuni Taolu a mano nuda secondo Dan Changwen: Mingtangquan (Pugilato dell'Aia (明堂拳T, 明堂拳S, míngtángquánP, ming t’ang ch’uanW)), Laojiaquan (Pugilato della Struttura Antica (老架拳T, 老架拳S,  lǎojiàquánP, lao chia ch’uanW)), Liulu Tazhang Affondare i Palmi in sei strade (六路塌掌T, 六路塌掌S, liùlùtāzhǎngP, liu lu t’a chang W),Shier Lianpao Liancao (Dodici colpi continui e prese continue (十二連炮連操T, 十二连炮连操S,  shí'èrliánpàoliáncāoP, shi ehr lian p’ao lian c’ao W)),Tongbei Chaiquan (Pugilato che apre la schiena libera (通背拆拳T, 通背拆拳S, tōngbèichāiquánP, t’ong p’ei ch’ai ch’uanW)), Dajia Liulu Lianshou (Mani continue in sei vie della Grande Struttura (大架六路連手T, 大架六路连手S, dàjiàliùlùliánshǒuP, ta chia liu lu lian shou W)), Tongbei Nantao Qianhou Chaiquan (Pugilato che apre la schiena libera davanti e dietro e sequenza del sud (通背南套前後拆拳T, 通背南套前后拆拳S,  tōngbèinántàoqiánhòuchāiquánP, t’ong p’ei nan t’ao chian hou ch’ai ch’uanW)). Queste alcune forme con armi: Babu Shisan dao (Otto passi e tredici tecniche di sciabola (八步十三刀T, 八步十三刀S,  bābùshísāndāoP, pa pu shi san taoW)),Qimen jian (spada della scuola Qi (祁門劍T, 祁门剑S,  qíménjiànP, ch’i men chianW)),
Qimen shier qiang (dodici tecniche di lancia della scuola Qi (祁門十二槍T, 祁门十二枪S,  qíménshí'èrqiāngP, ch’i men chianW)),

#### Shao Qi Pai Tongbeiquan (少祁派通背拳, Tongbeiquan della scuola del giovane Qi)
Nome del Tongbeiquan insegnato da Qi Taichang, in contrapposizione allo stile insegnato dal padre; esso è più conosciuto come Wuxing Tongbeiquan (五行通背拳), infatti esso utilizza I Wuxing (cinque agenti) in associazione ad alcune tecniche di colpi con il palmo, che si susseguono con continuità.
Wu Bin, Li Xingdong e Yu Gongbao propongono le associazioni che sono riassunte nella seguente tabella:
| Organo Umano | Elemento (Agente) | Azione     | Sensazione | Evento o accadimento naturale |
| ------------ | ----------------- | ---------- | ---------- | ----------------------------- |
| Polmoni      | Metallo           | Colpire    | Esplosione | Lampo                         |
| Fegato       | Legno             | Battere    | Spinta     | Nebbia                        |
| Reni         | Acqua             | Trafiggere | Martellata | Stella                        |
| Cuore        | Fuoco             | Spaccare   | Picchiata  | Fulmine                       |
| Milza        | Terra             | Trapanare  | Lancio     | Freccia                       |

Detta associazione viene riferita anche da Duan Peijing che ne sottolinea anche il rispetto dei cicli Creativo e Distruttivo dei 5 agenti:
Il Palmo che Cade deriva dal Metallo (Shuaizhang shu Jin, 摔掌属金)，il Palmo che Batte deriva dal Legno (Paizhang shu Mu, 拍掌属木)， il Palmo che Penetra deriva dall'Acqua (Chuanzhang shu Shui, 穿掌属水)， il Palmo che Spacca deriva dal Fuoco (Pizhang shu Huo, 劈掌属火)，il Palmo che Trapana deriva dalla Terra (Zanzhang shu Tu, 攒掌属土); Quindi, seguendo il Ciclo Generativo come il Metallo si può trasformare in Acqua, così il Palmo che Cade può evolversi nel Palmo che Penetra (Shuaizhang ke bianwei Chuanzhang 摔掌可变为穿掌),come l'acqua dà vita al legno, così il Palmo che Penetra può evolversi nel Palmo che Batte (Chuazhang ke bianwei Paizhang, 穿掌可变为拍掌),come il legno dà vita al fuoco, così il Palmo che Batte può evolversi nel Palmo che Spacca (Paizhang ke bianwei Pizhang ,拍掌可变为劈掌),come il fuoco dà vita alla terra, così il Palmo che Spacca può evolversi nel Palmo che Trapana (Pizhang ke bianwei Cuanzhang, 劈掌可变为攒掌).

### Altri
- Liangyi Tongbeiquan (两翼通臂拳).

In origine era chiamato Liangyi Yuanquan(两曦猿拳). Questo pugilato è stato creato da Liu Yi (刘义) originario dello Shandong. Questo ramo ha come Taolu lo Shi'er Lian Zhao (十二连招, dodici attacchi continui), che si divide in Sei Attacchi Continui Alle Spalle (Hou Liu Lian Zhao,后六连招) e Sei Attacchi Continui Frontali (Qian Liu Lian Zhao, 前六连招); rispettivamente utilizzano ed applicano i primi sei prevalentemente tecniche di mano, i secondi tecniche di gamba (Tuifa).
- Liuhe Tongbeiquan (六合通背拳).
- Shaolin Tongbeiquan (少林通背拳).